# Athenebrunnen
Athenebrunnen – auch Pallas-Athene-Brunnen – sind nach der Göttin Athene benannte Brunnen, die in der Regel mit einer entsprechenden Brunnenfigur ausgestattet sind.

## Bekannte Athenebrunnen
| Name                  | Ort                  | Baujahr   | Baumeister                                          | Bild                               |
| --------------------- | -------------------- | --------- | --------------------------------------------------- | ---------------------------------- |
| Athenebrunnen         | Altdorf bei Nürnberg | 1576      | Georg Labenwolf                                     |                                    |
| Athenebrunnen         | Breslau              | 1913      | Robert Bednorz                                      | abgegangen                         |
| Athenebrunnen         | Ebern                | 1707      | Hans Kummerer                                       | abgegangen, Figur jetzt im Rathaus |
| Athenebrunnen         | München, Rindermarkt | 1712/1713 | Andreas Faistenberger                               | abgegangen                         |
| Athenebrunnen         | Stuttgart            | 1911      | Karl Donndorf                                       |                                    |
| Pallas-Athene-Brunnen | Wien                 | 1898–1902 | Carl Kundmann, nach Entwurf von Theophil von Hansen |                                    |